# ZOKKON
ZOKKON（ぞっこん）は、富士急ハイランドに存在するローラーコースタータイプのバイク型アトラクション。2023年7月20日に開業した。キャッチフレーズは「わたしたち、ーーぞっこんしました。」（園内ポスター及び特設サイトより）。

## 概要
富士急ハイランドとしては2011年に開業した高飛車以来12年ぶりとなる新規大型ローラーコースターであり、かつてEVANGELION:WORLD、無限廃坑、トンデミーナのあった跡地を含む敷地に総工費45億円をかけて建設された。
2019年夏頃から新型コースターの検討を開始し従来富士急ハイランドに存在した大型コースターとは別の軸として絶叫マシンを好まない客層に向けた新たな大型コースターとしてスピード感と爽快感を重視したバイク型コースターの導入を行うこととし、2020年2月5日に導入計画を公表し当初は総工費約36億円、2022年7月に開業予定とされていた。しかし、建築資材である鉄骨などが新型コロナウイルスの感染拡大によって調達が遅れたことや、より一層の安全性検証を行うための十分な期間を確保することなどを踏まえて、開業が1年遅れた。また、総工費も45億円に増額された。
「ZOKKON」という名称には、乗車を通じて、ジェットコースターだけでなく遊園地そのものを好きになってほしいという想いや、日本的でリズミカルな言葉の響きが外国人にも覚えやすいことから、「富士山麓から世界にこのジェットコースターが広まってほしい」という期待、コロナ禍の暗黒のイメージを払拭するポジティブ感、逆から読んでも角度が変わっても読みやすいローマ字の文字列で前半と後半で進行方向が逆転するコースターの特徴をイメージしたものとした。

## 施設概要
車両はグリーン、ブルー、ピンクの3編成で、形状がバイク型となり、乗客はハンドルを握り、バイクを操縦しているかのような疾走感を感じることができる。また、車両にはLEDライトを搭載し、走行中に光るようになっており、特に夜間運転時には目立つ。
コースレイアウトは通常のローラーコースターに見られる高所への巻き上げによる恐怖感を避けるべくリニアランチ方式を用いた加速とし、出発地点とコース途中3ヶ所に設置されたによって合計4回（うち1回は後ろ向き）加速する他、急上昇や逆走といった仕掛けもありまた、最低地上高50cmの場所もあり地面を駆け抜ける疾走感やスピード感も演出されている。
コース構成は直線を徐行して1回目の加速で左旋回しS字キャメルバックを超え、左右へのスラロームカーブの後1箇所目のトンネルで2回目の加速を行い、上り坂を上昇ののち後退し再度トンネルに入り3回目の加速を行うとともに別のルートへ入り鏡張りの到着ホーム「デッドエンド」に入り乗客に手拍子を打たせるなどの趣向を施した映像演出を展開し、再度前進して緩やかな下降で屋外へ出てトンネルで4度目の加速を行い最大高度のカーブと連続S字カーブを通過し到着する。
また、車両には前方下2箇所・座席下に音響機器が搭載されており、SEKAI NO OWARIが手掛けたオリジナル楽曲「デッドエンド」が走行中に流れる仕様となっており、バンドメンバーが何度も乗車して制作し富士急側も細部まで聞こえ方の調整を行い楽曲と乗り心地の完璧な同期を目指した。
一般的なジェットコースターでは、自身の体が振り回されるようなプラスGや、上昇や下降の組み合わせで生じるエアタイムとそれに伴って起こるマイナスGを楽しませるレイアウトが多くなっている中、ZOKKONでは不快感が少なくプラスGを気持ちよく感じられることと、ジェットコースターを苦手とする人の多くが敬遠するマイナスGの要素が少ないことで、誰でも親しみやすいジェットコースターになっている。
車両は近未来のバイク型の乗り物のイメージとし、富士急ハイランド内での検討にて通常の2輪バイクのデザインだとレールの上を車輪を履いて走っており、見た目上の違和感を感じたことから、浮遊して走るバイクの設定でデザインされた。
また、環境への取り組みとして、コースター駅舎屋根にはソーラーパネルが設置され、駅舎内の一部電力を賄っているほか、基礎工事の段階で掘り出された富士山の溶岩石を修景デザインとして再利用している。また、山梨県の木であるモミジをはじめとした木々を植えることによって緑化されており、この植樹には山中湖村立平野保育所の園児も参加した。

## イベント
- 2025年1月18日から26日に「ZOKKON 100万人搭乗記念キャンペーン」を開催。『ZOKKON』の累計搭乗者数100万人に向けて、100万人目の搭乗者にオリジナル「オーダーメイドライダース」と同乗者にオリジナルサコッシュがプレゼントされライダースジャケットは2026年3月末までの期間に着用者と同行者1名までの本コースターの優先乗車権を付与するものとし[17]、1月26日に100万人を達成した[18]。このほか1月18日・19日には本コースターのフォトスポットにて乗客を対象として祝賀コメントの収録を行い、100万人突破記念イベント時に出入り口付近のデジタルサイネージで上映された[17]。